# Црногорчевич, Даница
Даница Црногорчевич (серб. Даница Црногорчевић), в девичестве Никич (серб. Никић; род. 1993) — сербско-черногорская певица и историк искусств, исполнительница духовной музыки.

## Биография
Духовной музыкой заинтересовалась ещё в начальной школе в Улцине, исполнять народную музыку начала ещё в средней школе, особенно после окончания Средней музыкальной школы в Белграде. В течение двух лет подряд побеждала на конкурсе «Золотая сирена» в Белграде. Играла в школьном театре в пьесах Бранислава Нушича «Госпожа министр», «Подозрительное лицо» и т.д. Окончила школу актёрского мастерства в театре имени Душко Радовича в Белграде.
В 2009 году поступила в гимназию имени Нико Роловича в черногорском Баре, выступала в хоре Antivari Musica (художественный руководитель Миро Крушчич) и этно-группе «Зора». Изучала в университете историю искусств.
Альбом под названием «Господе дођи» выпустила в 2018 году при поддержке монастыря Острог.
В 2020 году на Видовдан вышла песня «Весели се српски роде», которая стала символом протестов в Черногории 2019—2020 годов против политики президента Черногории и Демократической партии социалистов. Стала также известна как режиссёр фильма об экологии Черногории и основательница фонда «Весели се, српски роде».

## Дискография
- Господе дођи (2018)

### Совместные работы
- Једина Српска (feat. Београдски Синдикат) (2022)[4]

## Личная жизнь
Муж — священник Иван Црногорчевич, есть трое детей.